# Kazimierz Żbikowski (wicewojewoda)
Kazimierz Wojciech Żbikowski (ur. 12 stycznia 1946 w Chełmie, zm. 17 kwietnia 2023 tamże) – polski urzędnik państwowy i samorządowy, inżynier budownictwa, w 1998 wicewojewoda chełmski.

## Życiorys
Syn Teodora i Heleny. Mieszkał w Chełmie. Z wykształcenia inżynier budownictwa. Od kwietnia do grudnia 1998 sprawował funkcję ostatniego w historii wicewojewody chełmskiego. Później do 2002 był dyrektorem Lubelskiego Zarządu Drogowych Przejść Granicznych w Chełmie, po czym kierował Zarządem Dróg Miejskich w Chełmie. Został członkiem okręgowego sądu dyscyplinarnego przy Lubelskiej Izbie Inżynierów Budownictwa.
26 kwietnia 2023 pochowany na Cmentarzu Komunalnym w Chełmie.